# Sonni Nattestad
Sonni Ragnar Nattestad (født 5. august 1994 i Tórshavn) er en færøsk fodboldspiller, der spiller for Dundalk F.C. som back. Han har tidligere spillet for de islandske klubber Fylkir og FH Hafnarfjordur Han spiller også for Færøernes fodboldlandshold.

## Klubkarriere
Han havde kontrakt med FC Midtjylland fra 2013 til 2015, hvor han spillede fire kampe i Superligaen. I 2014-15 var han udlejet til AC Horsens, og i 2015 var han udlejet til Vejle B. I januar 2016 fik han kontrakt med FH Hafnarfjordur, der spiller i Úrvalsdeild, der er Islands øverste fodboldrække.
I 2018 igen udlejet til AC Horsens.
Den 1. februar 2019 blev det offentliggjort, at Nattestad skiftede til FC Fredericia. Han skrev under på en kontrakt gældende frem til 2021.
I 2020 spillede han for B36 Tórshavn i Betrideildin. I 2021 skiftede han til den irske klub Dundalk F.C..